# Königstetten
Königstetten osztrák mezőváros Alsó-Ausztria Tullni járásában. 2022 januárjában 2534 lakosa volt. 

## Elhelyezkedése

Königstetten a Tullni járásban

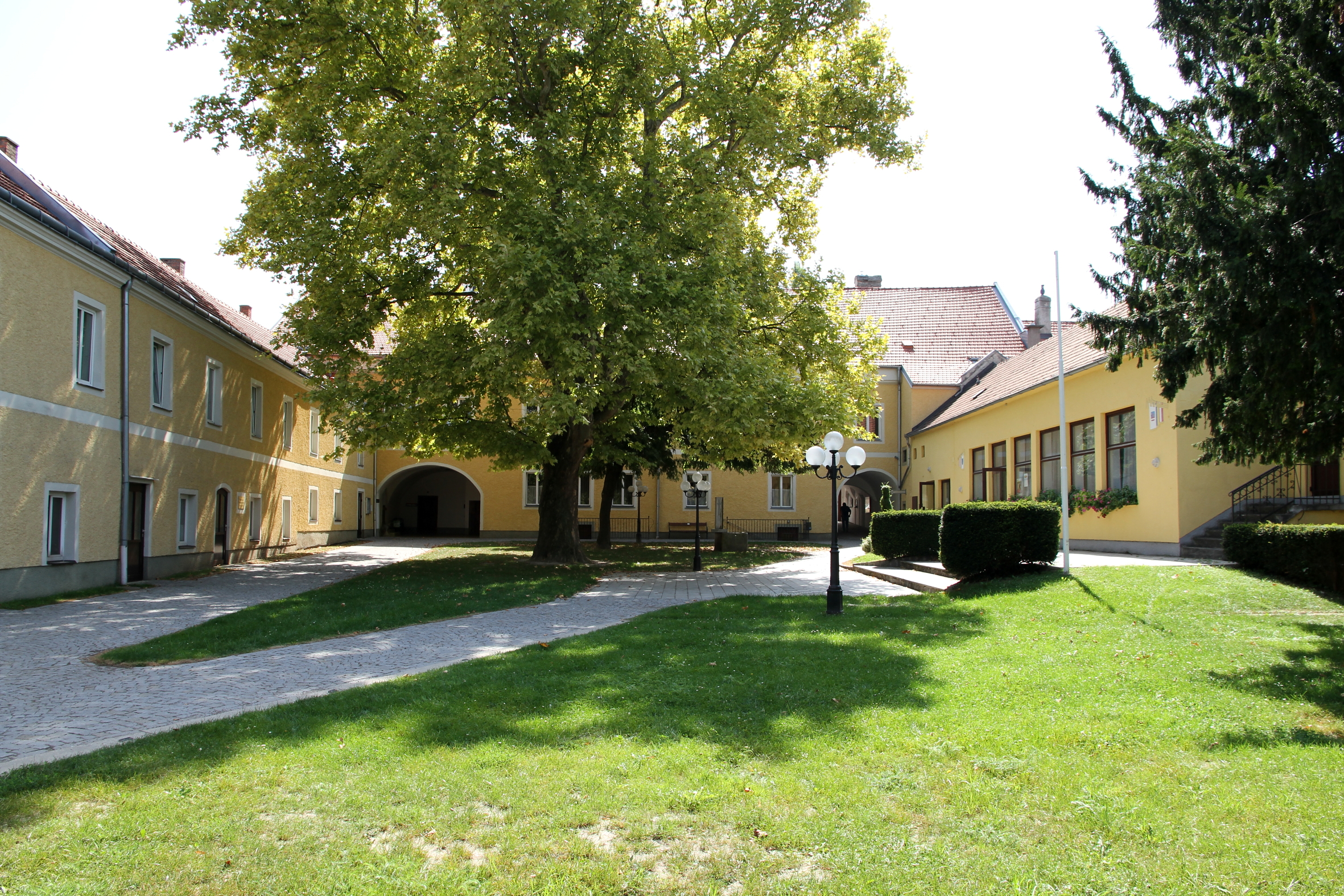
A volt kastély udvara

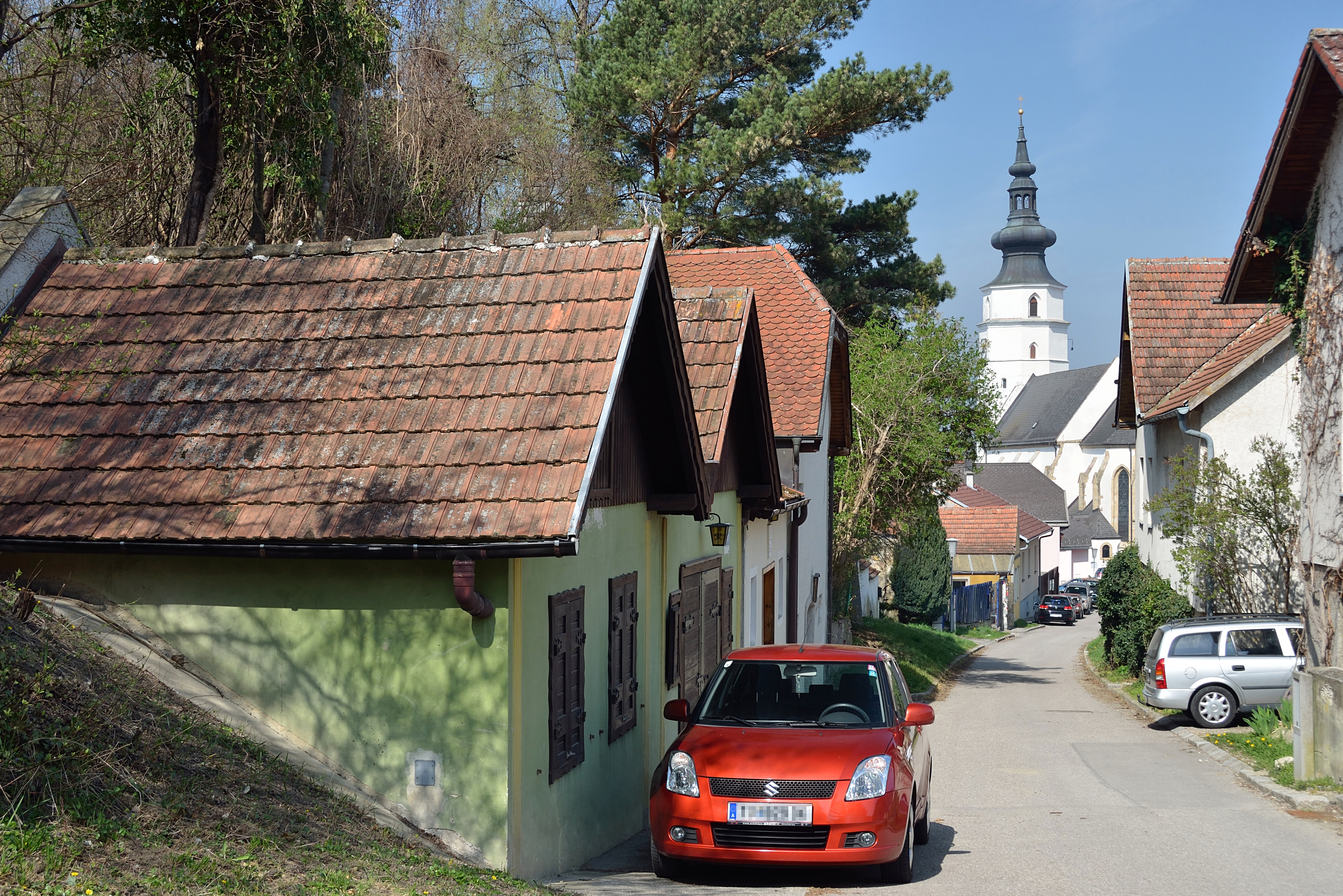
Königstetteni pincesor, háttérben a Szt. Jakab-templom tornya

Königstetten a tartomány Mostviertel régiójában fekszik a Tullni-medence és a Bécsi-erdő találkozásánál, a Hauptgraben patak mentén. Legmagasabb pontja a 494 méteres Tulbinger Kogel. Területének 43,5%-a erdő, 40,9% áll mezőgazdasági művelés alatt. Az önkormányzathoz csak egy település tartozik.
A környező önkormányzatok: nyugatra Tulbing, északnyugatra Tulln an der Donau, északra Muckendorf-Wipfing, északkeletre Zeiselmauer-Wolfpassing, délkeletre Sankt Andrä-Wördern, délre Mauerbach.

## Története
Königstettent 985-ben említik először Pilgrim passaui püspök (971-991) egyik oklevelében. Neve eredetileg Chunihohesstetin volt, a Chunihoh középfelnémet személynévből származik. 1083-ban már bizonyítottan készítettek itt bort is; Göttweig és St. Pölten, 1292-től pedig a felső-ausztriai Schlägl kolostorainak voltak szőlői Königstettenben. Várát a passaui püspök építtette. 1438-ban II. Albert király mezővárosi jogokat adományozott a településnek. Temploma 1450-ben épült a korábbi kápolna helyett. A templomot az 1590-es alsó-ausztriai földrengés romba döntötte, teljesen csak 1643-ra építették újjá. Bécs 1683-as török ostromakor Sobieski János erre vonult át a város felmentésére.
A 19. században Königstetten lakói főleg piacozásból éltek, mezőgazdasági termékeket szállítottak Bécsbe. 1873-ban a település nagy része leégett. A második világháború bombázásaiban épületei jelentős károkat szenvedtek.  

## Lakosság
A königstetteni önkormányzat területén 2022 januárjában 2534 fő élt. A lakosságszám 1961 óta gyarapodó tendenciát mutat. 2020-ban az ittlakók 91%-a volt osztrák állampolgár; a külföldiek közül 2,7% a régi (2004 előtti), 4% az új EU-tagállamokból érkezett. 1,6% az egykori Jugoszlávia (Szlovénia és Horvátország nélkül) vagy Törökország, 0,7% egyéb országok polgára volt. 2001-ben a lakosok 80,5%-a római katolikusnak, 2,5% evangélikusnak, 1,1% ortodoxnak, 1,8% mohamedánnak, 10,9% pedig felekezeten kívülinek vallotta magát. Ugyanekkor 4 magyar élt a mezővárosban; a legnagyobb nemzetiségi csoportot a németek (92,9%) mellett a törökök (1,4%), a szerbek (1,3%) és a horvátok (1,2%) alkották.
A népesség változása:

| 2016 | 2 285 |
| 2018 | 2 406 |

## Látnivalók
- a volt königstetteni kastély, ma városháza
- a Szt. Jakab-plébániatemplom
- a chorherrni Szt. Egyed-plébániatemplom
- a Leopold Figl-kilátó

## Fordítás
- Ez a szócikk részben vagy egészben  a   Königstetten című német Wikipédia-szócikk ezen változatának fordításán alapul.  Az eredeti cikk szerkesztőit annak laptörténete sorolja fel. Ez a jelzés csupán a megfogalmazás eredetét és a szerzői jogokat jelzi, nem szolgál a cikkben szereplő információk forrásmegjelöléseként.